# مزرعة نجف أباد (بهمن)
مزرعة نجف أباد (بالفارسية: مزرعه نجف‌آباد) هي منطقة سكنية تقع في إيران في فارس.